# Anna Łukasiak
Anna Łukasiak (5 gennaio 1988) è una lottatrice polacca, specializzata nella lotta libera.

## Palmarès
- Europei

Varsavia 2021: bronzo nei 50 kg.
Budapest 2022: bronzo nei 50 kg.